# Александра Аудио
„Александра Аудио“ е българска медийна компания и дублажно студио, основана в София на 9 ноември 1999 г., създадена от Васил Новаков. Адресът на студиото е на бул. „Княз Александър Дондуков“ 39 откъм улица 11-ти август в центъра на София. Намира се до 1-во средно училище „Пенчо Славейков“ и хотел „Евростарс София Сити“.
От самото и създаване дейността на фирмата е свързана предимно с озвучаване на анимационни филми за голям екран, за домашно видео и озвучаване на телевизионни програми и сериали.
От основаването си до днес, студио „Александра Аудио“ бележи непрекъснат растеж и се превръща в основен дублажен център на България за филми за голям екран и видео. Професионализмът е качеството, което студиото поставя на първо място при избора на екип за всеки отделен проект.
В дублажите на Александра Аудио участват различни актьори, но обикновено по тях работи един от следните режисьори на дублажа: Иванка Йонкова (Ваня Иванова), Василка Сугарева, Симона Нанова, Десислава Софранова, Петър Върбанов, Георги Стоянов, Анатолий Божинов, Мариета Петрова, Екатерина Минкова и други.

## Български звезди
В нахсинхронните дублажи озвучават и популярни лица в киното, театъра, телевизията и шоубизнеса, измежду които са Асен Кисимов, Васил Михайлов, Тодор Колев, Николай Николаев, Стефан Данаилов, Кирил Маричков, Латинка Петрова, Диян Мачев, Ангел Георгиев, Антон Радичев, Пепа Николова, Любен Чаталов, Мария Каварджикова, Христо Гърбов, Бойка Велкова, Пламен Пеев, Теодор Елмазов, Кръстю Лафазанов, Николай Урумов, Тончо Токмакчиев, Ернестина Шинова, Мая Новоселска, Йордан Господинов-Дачко, Робин Кафалиев, Любен Дилов-син, Михаил Билалов, Нона Йотова, Слави Трифонов, Камен Воденичаров, Годжи, Добрин Векилов, Гала, Красимир Радков, Христо Мутафчиев, Виктор Калев, Румен Угрински, Лилия Маравиля, Койна Русева, Ваня Щерева, Иво Сиромахов, Любомир Нейков, Дичо Христов, Стефан Щерев – Чечо, Филип Аврамов, Герасим Георгиев, Станимир Гъмов, Белослава, Башар Рахал, Антоанета Добрева, Део, Иван Звездев, Руслан Мъйнов, Мария Илиева, Александър Сано, Владимир Михайлов, Милена Маркова, Буч от Ъпсурт, Бат Венци, Ицо Хазарта, Румънеца и Енчев, Иван Юруков, Владимир Карамазов, Орлин Павлов, Алекс Раева, Руши Видинлиев, Николай Станоев, Деян Ангелов, Дарин Ангелов, Ники Илиев, Калин Врачански, Александра Сърчаджиева, Димо Алексиев, Александър Кадиев, Саня Борисова, Елен Колева, Невена Цонева, Даниел Петканов, Виктор Ибришимов, Силвия Петкова, Поли Генова, Весела Бонева, Владимир Зомбори, Иво Аръков, Ралица Паскалева, Криста, Михаела Филева, Славин Славчев, Андреа Банда Банда, Керана, Александра Богданска, Николаос Цитиридис, Прея, Мария Бакалова, Михаела Маринова и Димитрина Германова.

## Клиенти

### Филмови студия
- Уолт Дисни Пикчърс (2000 – до днес)
- Уорнър Брос (2000 – до днес)
- Туентиът Сенчъри Студиос (2001 – до днес)
- Кълъмбия Пикчърс (2002 – до днес)
- Юнивърсъл Пикчърс (1999 – до днес)
- Парамаунт Пикчърс (2000 – до днес)
- Дриймуъркс Анимейшън (2001 – до днес)

### Телевизии
- bTV
- Нова телевизия
- AXN
- Cartoon Network (България)
- Disney Channel България
- Disney Character Voices International
- Булсатком
- Fox Life
- Fox Crime
- Nickelodeon